# Antonio Canevari
Antonio Canevari (1681, Řím – 1764, Neapol) byl italský vrcholně barokní architekt projektující v Římě, Lisabonu a Neapoli.

## Život
Antonio Canevari se narodil v Římě, kde prodělal první architektonické školení u málo známého Antonia Valeriho. Do povědomí vstoupil poprvé roku 1703, kdy vyhrál první cenu ve výroční soutěži kresby na římské Accademii di San Luca. Roku 1715 se společně s Filippem Juvarrou, Nicolou Machettim a dalšímu zúčastnil architektonické soutěže na vytvoření sakristie Baziliky svatého Petra v Římě. V roce 1713 byl přijat do prestižního bratrstva římských architektů "Congregazione dei Virtuosi" u Pantheonu a od roku 1715 působil jako člen Accademia dell'Arcadia, kde byl od roku 1723 zapsán jako oficiální architekt. Právě z této pozice navázal kontakty s portugalským králem Janem V., který ho povolal na svůj dvůr do Lisabonu. Uměnímilovný král si architekta prověřil na nevelkém projektu přímo v Římě, když věnoval akademii nevelkou zahradu na Janiculu. Canevari ho měl přetvořit na "Bosco Parrasio", přičemž využil strmého terénu a zasadil zde schodiště vycházející ze slavných schodů na Piazza di Spagna. Po dokončení projektu působil v letech 1727-1732 Canevari v Lisabonu, kde vytvořil několik děl, které většinou zanikly během velkého zemětřesení v roce 1755. Po návratu do Itálie se dostal do služeb neapolského krále Karla Bourbonského, pro kterého pracoval spolu s architekty Luigi Vanvitellim a Ferdinandem Fugou) na několika královských zakázkách.
Antonio Canevari navázal kontakty s českými zeměmi ve 40. letech 18. století, kdy vedl korespondenci s moravským zemským hejtmanem Maxmiliánem Oldřichem Kounicem, ve které nabízel své služby zemským úřadům. Spolupráce však nebyla realizována.

## Dílo
Řím
- Úprava baziliky Santi Giovanni e Paolo al Celio v Římě (1714-1718)
- Úprava kostela Sant'Eustachio (interiér vytvořil Nicola Salvi)
- Portikus před fasádou Basilica di San Paolo fuori le mura (1725; zničeno)
- Kostel Sante Stimmate (1719)
- "Bosco Parrasio" (1723)

Lisabon
- Věž královského paláce
- Projekt akvaduktu Aguas Livres

Neapol
- Královský palác Capodimonte
- Královský palác v Portici (1738-1759)

Coimbra
- Věž na staré univerzitní budově "Torre da Cabra" (1728-1733)